# Liparetrus perkinsi
Liparetrus perkinsi är en skalbaggsart som beskrevs av Blackburn 1905. Liparetrus perkinsi ingår i släktet Liparetrus och familjen Melolonthidae. Inga underarter finns listade i Catalogue of Life.